# Патрік Бартошак
Патрік Бартошак (чеськ. Patrik Bartošák, нар. 29 березня 1993, Копрживніце) — чеський хокеїст, воротар клубу ЧЕ «Оцеларжи». Гравець збірної команди Чехії.

## Ігрова кар'єра
Вихованець хокейної школи клубу «Вітковіце». З 2011 виступає за юніорську команду «Ред-Дір Ребелс» (ЗХЛ). За підсумками сезону 2012/13 отримав Трофей Дела Вілсона.
2013 року був обраний на драфті НХЛ під 146-м загальним номером командою «Лос-Анджелес Кінгс». 
Професійну хокейну кар'єру розпочав 2014 року виступами за клуб «Манчестер Монаркс» (АХЛ).
У лютому 2016 повернувся до чеської команди «Вітковіце».
1 травня 2019 уклав дворічний контракт з клубом «Оцеларжи» (ЧЕ).

## На рівні збірних
Був гравцем юніорської та молодіжної збірної Чехії, у складі яких брав участь у 18 іграх. 
До складу національної збірної Чехії залучається з 2017 року, наразі за неї провів 21 матч.

## Нагороди та досягнення
- Трофей Дела Вілсона — 2013.
- Володар Кубка Колдера в складі «Манчестер Монаркс» — 2015.

## Статистика за клубами
| Сезон     | Клуб                | Ліга | І  | ПГГ  | %ВК   | ІБГ |
| --------- | ------------------- | ---- | -- | ---- | ----- | --- |
| 2011/2012 | «Ред-Дір Ребелс»    | ЗХЛ  | 25 | 2,74 | 91,50 | 1   |
| 2012/2013 | «Ред-Дір Ребелс»    | ЗХЛ  | 55 | 2,26 | 93,50 | 5   |
| 2013/2014 | «Ред-Дір Ребелс»    | ЗХЛ  | 65 | 2,80 | 92,40 | 8   |
| 2013/2014 | «Манчестер Монаркс» | АХЛ  | 4  | 1,75 | 94,10 | 1   |
| 2014/2015 | «Манчестер Монаркс» | АХЛ  | 28 | 2,14 | 91,90 | 2   |
| 2015/2016 | «Манчестер Монаркс» | ХЛСУ | 2  | 4,35 | 86,20 | 0   |
| 2015/2016 | «Вітковіце»         | ЧЕ   | 10 | 3,04 | 89,04 | 0   |
| 2015/2016 | «Шумперк»           | ЧЕ.1 | 2  | 2,44 | 91,50 | 0   |
| 2016/2017 | «Вітковіце»         | ЧЕ   | 41 | 2,22 | 92,57 | 5   |
| 2017/2018 | «Вітковіце»         | ЧЕ   | 47 | 2,11 | 93,34 | 5   |
| 2018/2019 | «Вітковіце»         | ЧЕ   | 47 | 2,17 | 93,53 | 1   |
| 2019/2020 | «Оцеларжи»          | ЧЕ   |    |      |       |     |
| 2020/2021 | «Оцеларжи»          | ЧЕ   |    |      |       |     |